# Personaggi de I maghi di Waverly
Questa voce contiene un elenco dei personaggi presenti nella serie televisiva I maghi di Waverly.

## Personaggi principali

### Alexandra "Alex" Margarita Russo
Interpretata da Selena Gomez, doppiata da Monica Vulcano.
Alex è la figlia di mezzo della famiglia Russo e, come i suoi fratelli, è italo-messicana. È nata nel taxi 804. È una maga combina guai, ma, con l'aiuto di suo fratello Justin, il mago più bravo della famiglia, o di scuse improvvisate, riesce, quasi sempre, a sfuggire alle punizioni. La sua migliore amica è Harper. Fin dall'asilo sono entrambe nemiche di "Gigi" Hollingsworth e delle sue seguaci. Dice di odiare il fratello Justin, ma in realtà si vogliono bene, nonostante lei e Max, il fratello più piccolo, gli facciano spesso molti dispetti. Nel film, I maghi di Waverly: The Movie, diventerà il mago di famiglia nella sfida finale contro Justin, ma, in seguito, grazie alla pietra dei sogni, desidera che tutto torni alla normalità, annullando anche la sfida stessa. Alex, la regina indiscussa di Waverly, ha come motto personale "prima lancia l'incantesimo, poi chiedi". Una cosa è certa: grazie ai suoi incantesimi a briglia sciolta, a casa Russo non ci si annoia mai. Carina e spigliata, Alex ha un carattere forte, qualche volta è un po' subdola, preferisce vivere a modo suo piuttosto che seguire il gregge, ama fare scherzi, sia ai suoi fratelli, che agli altri. Adora il lucidalabbra alla pesca e lo smalto nero per unghie. Il suo "nemico" è il Signor Laritate, preside della scuola, che adora i biscotti e il mais sfuso. Nella terza stagione si innamora di Mason, un lupo mannaro che viene dall'Inghilterra. Poco dopo, però, i due si lasciano, perché lui viene morso dalla ragazza-vampiro di Justin, morso che lo trasforma per sempre in un lupo. Alla fine della terza stagione, Alex ritrova Mason, tenuto segregato da una famiglia di maghi di campagna, ma, grazie alla sua intelligenza riesce a farlo tornare. Nella quarta stagione, per colpa della gelosia di lui, Alex lo lascia, e lo crede definitivamente, ma negli episodi speciali di "appartamento 13B" si rimettono insieme perché capiscono che non possono stare separati. Alex, infine vincendo la competizione magica diventa maga di famiglia.

### Justin Vincenzo Pepe Russo
Justin, interpretato da David Henrie, doppiato da Jacopo Cinque.
Justin, è il più grande e il più maturo dei fratelli Russo. Gli piace leggere fumetti e collezionare Action-figures, è allergico alla cannella e di solito non utilizza la magia senza permesso. La sua prima ragazza si chiamava Miranda (interpretata da Lucy Hale e doppiata da Letizia Ciampa);  dopo di lei avrà altre ragazze non mortali. Nella seconda serie si innamora di Juliet, una vampira bionda, (interpretata da Bridgit Mendler e doppiata da Valentina Favazza), i cui genitori sono nemici giurati della famiglia Russo. Nella quarta stagione avrà come ragazza anche un angelo delle tenebre, Rosie (interpretata da Leven Rambin e doppiata da Joy Saltarelli), che lo convincerà a diventare come lei, rinunciando ai suoi poteri. Fortunatamente, anche grazie all'aiuto di Alex, ritornerà un mago. Harper, la migliore amica di Alex è innamorata di lui, finché non s'innamorerà del suo amico Zeke. Fino alla quarta stagione Justin aspira a diventare mago di famiglia, è un ottimo studente, sia alla scuola normale che nella scuola di magia. Nel film, I maghi di Waverly: The Movie, perderà i poteri nella sfida finale contro Alex, anche se quest'ultima, grazie alla pietra dei sogni, farà tornare tutto alla normalità. Justin, a differenza della sorella, ama seguire le regole, cerca sempre di essere il migliore, tendendo a farsi in quattro per rimediare ai pasticci magici combinati dai suoi fratelli, anche se a volte, al contrario, è lui stesso ad essere salvato dalla sorella. Alla fine trasmette i suoi poteri ad Alex, diventando il successore del preside Crumbs e trasformandosi in un mago completo.

### Maximilian "Max" Alonzo Ernesto Russo
Interpretato da Jake T. Austin, doppiato da Mattia Nissolino.
Max è il più giovane tra i tre fratelli. A differenza della sorella, dei cui dispetti è spesso vittima, preferisce scatenare guai senza l'uso della magia. Nell'episodio della prima stagione, Pozione d'amore, ottiene in pieno i suoi poteri, entrando quindi ufficialmente in competizione con i fratelli per diventare il mago di famiglia. Talvolta lo chiamano Maxie, ma si vorrebbe far chiamare Maximilian. Nella quarta stagione, in seguito ad un test del professor Crumbs, si ritrova in testa alla competizione magica. Sempre nella stessa stagione viene trasformato dai suoi fratelli in una ragazzina, Maxine, diventando più intelligente. Max non si risparmia mai: dispettoso e curioso, spesso gioca ai fratelli innocenti tiri mancini o si diverte a metterli in imbarazzo. Ha appena iniziato a studiare da mago e non è ancora abituato al caos scatenato dai suoi poteri. Inoltre, pur mantenendo il segreto di famiglia, ha il vizio di raccontare tutto quello che gli capita senza risparmiare i dettagli. Nella puntata della seconda stagione, Un ballo indimenticabile, si capisce bene quanto Max sia coraggioso, nonostante sia molto ottuso. Alla fine della serie, perderà i suoi poteri, ma erediterà la Waverly Sub Station, avendo dimostrato da un po' di tempo di saperla gestire anche da solo.

### Gerardo "Jerry" Pepe Russo
Interpretato da David DeLuise, doppiato da Franco Mannella.
Jerry, sposandosi con Theresa ha ceduto i suoi poteri magici al fratello, Kelbo, dal momento che i maghi non si possono sposare con i mortali. Ha origini italiane. Dalla moglie ha avuto tre figli: Max, Justin e Alex. Di martedì e giovedì, insegna ai figli il buon uso della magia. Tifa per i New York Mets. Lavora insieme alla moglie nella Sub Station di loro proprietà. In genere, quando non è occupato a rimediare ai guai combinati dai figli, lo si può trovare intento a insegnare come lanciare correttamente un incantesimo, o a eludere le sfacciate richieste di Alex. I figli sanno bene che se vogliono ottenere qualcosa da lui offrendogli da mangiare, vi sono ottime possibilità che ci riescano, nonostante sia molto spilorcio.

### Theresa Maddalena Margarita Russo
Interpretata da Maria Canals Barrera, doppiata da Francesca Guadagno.
Teresa è la madre della famiglia Russo. È messicana. È sposata con Jerry, dal quale ha avuto tre figli: Max, Justin e Alex. Lavora insieme al marito nella Sub Station di loro proprietà. Da giovane suonava la chitarra. Al contrario del resto della famiglia, non appartiene al mondo magico e cerca sempre di prevenire i disastri dei figli. Inoltre, è sempre pronta a dispensare saggi consigli per qualsiasi problema adolescenziale non legato alla magia. È ossessionata dal non mostrare la sua vera età e si veste spesso come un'adolescente rubando i vestiti di Alex e comportandosi come una ragazza.

### Harper Finkle
Interpretata da Jennifer Stone, doppiata da Eva Padoan.
Harper è la migliore amica di Alex e fa del suo meglio per tenerla fuori dai guai. I suoi genitori sono degli aspiranti cabarettisti che non sono mai riusciti a sfondare e lei è nata nei camerini di un nightclub nel Nebraska. Nelle prime serie è innamorata alla follia di Justin, ma lui non la ricambia, così alla fine della terza stagione sarà fidanzata con Zeke. Crea da sola i suoi vestiti e i suoi gioielli, sempre stravaganti. Scoprirà solo nella seconda stagione che i Russo sono dei maghi, quindi, sia del covo, che della competizione magica. Nei primi episodi il cognome di Harper è Evans, ma nel corso della serie diventa Finkle. Le piace vestirsi in modo eccentrico con abiti fatti da lei, anche se è l'unica a pensare che siano favolosi, eppure in uno degli episodi finali della quarta stagione rivela di sapere di non avere il senso dello stile e quindi di sapere che in realtà le sue creazioni sono ridicole. Come dice sempre, meglio avere personalità, che essere una fotocopia di tutti gli altri. Nella terza stagione si scoprirà che fa parte della squadra delle cheerleader della scuola, inoltre, andrà a vivere a casa Russo dopo che suo padre si trasferirà per lavoro. Nel film, Il ritorno dei maghi - Alex vs. Alex, viene rivelato che è l'unica ad accettare Alex per quello che è.

## Personaggi secondari maggiori

### Mason Greyback
Interpretato da Gregg Sulkin, doppiato da Lorenzo De Angelis. 
Proviene dalla Gran Bretagna, ed è un Licantropo. Compare nella terza serie, solo nell'ottava e nona puntata. Nell'ultima stagione ha un ruolo fisso e diventa il fidanzato di Alex, la quale ha la stessa età. Scomparirà, diventando un lupo a tutti gli effetti, dopo un duro scontro con Juliet, dove verrà morso da lei. Va via dopo aver dichiarato amore ad Alex, ululando disperato. Riappare negli episodi 28 e 29 dove Alex riesce a ritrasformarlo in un essere umano. Alex torna insieme a Mason per poi lasciarlo nell'episodio 15 della quarta stagione tornano insieme nell'episodio 23. Da notare è la somiglianza con un lupo mannaro in Harry Potter, Fenrir Greyback; probabilmente non è casuale, dato che nella serie ci sono altri riferimenti ai sette libri.

### Juliet Van Heusen
Interpretata da Bridgit Mendler, doppiata da Valentina Favazza. 
È un Vampiro. I suoi genitori gestiscono il ristorante concorrente alla Waverly SubStation ,appartenente ai Russo. Diventa la ragazza di Justin, ma dopo si devono lasciare, prima, perché rapita da una Mummia, poi, a causa della lotta con Mason, dimostrando la sua vera età. Negli ultimi episodi, però, torna giovane e si rimette con Justin.

### Dean Moriarty
Interpretato da Daniel Samonas, doppiato da Alessio Nissolino. 
Nella seconda stagione è il fidanzato di Alex. Non è tanto intelligente e adora le macchine sportive. Alex lo lascia alla fine della seconda stagione perché si era trasferito, così il loro rapporto era cambiato, non era più come quello di prima. Il suo nome è un chiaro riferimento al romanzo Sulla strada di Jack Kerouac, il nome del cui protagonista è appunto Dean Moriarty. Tornerà poi in una puntata della quarta stagione per chiedere ad Alex di tornare insieme, ma lei rifiuterà in quanto innamorata di Mason. In questa puntata verrà anche mangiato da Mason, geloso "dell'amicizia" fra lui e Alex

### Gertrude Hollingsworth "Gigi"
Interpretata da Skyler Samuels, doppiata da Gemma Donati. 
È la nemica di Alex. Ha sempre provato a imbarazzarla sin da quando erano all'asilo, rendendola protagonista di diversi dispetti. Gigi è il diminutivo di Gertrude. Il suo nome completo viene rivelato solo nell'episodio, La folle svendita dei dieci minuti. È smorfiosa ed arrogante, tratta male ogni persona che non ritiene all'altezza, ed è anche speculativa. Le sue due amiche, smorfiose e antipatiche, tentano in ogni modo di somigliarle,  si rifaranno addirittura il naso simile al suo.  Definisce Alex ed Harper due perdenti. Durante il party del tè, per lei è consuetudine ogni anno, le sue amiche si schierano dalla parte di Alex e Harper, spesso si compra anche le amicizie. Compare nella prima stagione, in una sola puntata della seconda stagione, nell'episodio Il diario animato.

### Zeke Beakerman
Interpretato da Dan Benson, doppiato da Alessio De Filippis.
È il migliore amico di Justin. È un tipo molto strano, adora robot ed alieni. È stato nominato, per sei anni di fila, il ragazzo meno noioso della scuola. Ad un certo punto della serie si fidanza con Harper. Alla sua prima apparizione, era stranamente conosciuto come Zack Rosenblack, ma poi si è deciso di cambiare nome in quello attuale. Nella quarta stagione scopre il segreto della famiglia Russo, mostrandosi esageratamente entusiasta.

### Herschel Laritate
Interpretato da Bill Chott, doppiato da Roberto Stocchi. 
È l'eccentrico preside della scuola di Alex, Justin e Max; adora molto i cowboy ed i puledri. Spesso tratta male le persone con il suo incomprensibile linguaggio. Sotto sotto è un gran burlone e si prende gioco degli studenti, soprattutto di Alex, la studentessa che ha messo più volte in punizione. Pur essendo preside e allieva, spesso i due mostrano un lieve rapporto d'amicizia.

### Preside Crumbs
Interpretato da Ian Abercrombie, doppiato da Dario Penne. 
È il preside della scuola di magia, riferimento a Albus Silente. Nell'episodio, "Scuola di magia", viene spesso visto in possesso di un muffin, da cui il nome di Crumbs, ovvero, Briciole. Il professore non lo si vede mai senza la sua barba incredibilmente lunga, anche quando è stato trasformato in una cavia nell'episodio, La pagella. L'unico episodio in cui lo si è visto senza la barba è nella seconda stagione in Salviamo la scuola di magia (Parte 2 di 2) quando Ronald Longcape Jr. (interpretato da Chad Duell e doppiato da Flavio Aquilone), gli ha rubato la barba. Dopo essere stato sconfitto, Crumbs si ritrova con la barba sulla schiena. Ha socializzato con Max in, Salviamo la scuola di magia (Parte 2 di 2) dove lo si vede alle prese con atteggiamenti infantili, come sputare sopra il bordo della Torre del Diavolo. Nella seconda stagione di Salviamo la scuola di magia (Parte 2 di 2), afferma di avere 850 anni. Parla con un accento britannico.

## Personaggi minori

### Kelbo Russo
Interpretato da Jeff Garlin, doppiato da Gerolamo Alchieri.
È il fratello di Jerry e quindi lo zio di Justin, Max e Alex. Kelbo è l'esatta copia di Max. Possiede i poteri perché Jerry glieli ha donati dopo che quest'ultimo, per potersi sposare con Theresa non li ha più potuti possedere. In una puntata si scopre che Shakira in realtà è lui, ed è nata solo grazie alla magia, e che nella realtà non esiste. 

### TJ Taylor
Interpretato da Daryl Sabara, doppiato da Lorenzo De Angelis (1° voce) e da Gabriele Patriarca (2° voce). 
È un ragazzo mago che frequenta la scuola di Alex e Justin. Fa la sua prima apparizione nell'episodio, Senza regole, TJ fa ingerire ai Russo un filtro magico che lui aveva mescolato in un dolce. Nell'episodio, Alla scoperta dell'arte, la professoressa di arte racconta ad Alex e Harper che TJ era il suo fidanzato, ma, quando i due si lasciarono, lui la trasformò da sedicenne a quarantenne.

### Miranda Hampson
Interpretata da Lucy Hale, doppiata da Letizia Ciampa. 
È la fidanzata di Justin nella prima stagione, una ragazza molto carina e dallo stile un po' goth, compare in soli due episodi, ed ha un anno in più di Justin. Justin e Miranda si baciano nella prima volta nell'episodio,  Il primo bacio. Harper è molto gelosa di Miranda.

### Jeanette Brocoletti
Interpretata da Kathryn Foley, doppiata da Claudia Mazza.

### Stevie Nichols
Interpretata da Hayley Kiyoko, doppiata da Letizia Ciampa. 
È una ragazza nuova in città, entra nel cast a partire dalla terza stagione, e precisamente nell'episodio, Elezioni e punizioni, quando Alex la conosce in presidenza. È una ragazza ribelle, ha gli stessi gusti e comportamenti della giovane Russo. Così, iniziano a stringere amicizia, mentre nell'episodio, Mangia con la banda,  Alex e Stevie, non sopportando il suono della band di smooth jazz ingaggiata da Justin, oramai presidente delle attività scolastiche. Ma Stevie non sopportava il fatto che Justin e Alex litigassero, così trasforma, con la magia, il suono della band rock in un suono jazz rilassante. Nell'episodio, La ruota di scorta Stevie, per fare in modo che Harper non dicesse ad Alex la verità, le cancella la memoria, ma Alex gliela fece recuperare, e Harper raccontò tutto. Ma questo fa effetto su Alex, scoprendo che lei e Stevie hanno gli stessi gusti e comportamenti, così cominciano a passare molto tempo insieme, facendo sentire Harper come se fosse una "ruota di scorta". Come visto nella puntata La rivoluzione dei maghi e Mangia con la banda, Stevie ha un fratello maggiore, Warren Nichols. Inizialmente, fingeva di essere una brava persona, ma in realtà è perfida e malvagia; infatti, tanto tempo prima, Warren vinse la sfida per diventare il mago di famiglia, ma Stevie non sopportava questo, così si riprese i suoi poteri, catturò molti seguaci e fece la rivoluzione dei maghi, per fare in modo che non ci fosse più nessuna sfida per diventare, mago di famiglia. Alex fece parte nella rivoluzione dei maghi, ma in realtà non si era mai unita a Stevie, dopo aver scoperto che era malvagia. Così Alex chiese a Stevie se potevano fare la foto insieme. Con l'aiuto di Max, Alex poi chiese a Stevie se avesse potuto mettere mano alla macchina che faceva perdere i poteri. Alex decise di congelarla, facendo diventare Warren un mago completo, così Max la frantumò in mille pezzi, uccidendola. Dopo, Alex spiegò tutto a Justin, Harper e Max: in realtà Alex non si era mai unita a Stevie dopo aver scoperto che era malvagia. Poi Max chiese ad Alex se gli dispiaceva riguardo a Stevie, ma ad Alex non importava, perché, per lei, la cosa più importante era avere la sua amica Harper, che aveva creduto sempre in lei, e aveva predetto che dopo qualche giorno Alex avrebbe fatto la cosa giusta.

### Alfred
Interpretato da Andy Pessoa, doppiato da Manuel Meli. 
È il migliore amico di Max, ma, a differenza di Max è molto intelligente. È apparso solo in più episodi della seconda stagione. Alfred fa la sua prima apparizione nell'episodio, I panta-sapienti, assieme a Max voleva vendere l'acqua della scuola che aveva un sapore irresistibile.

### Coscienza
Interpretato da Moisés Arias, doppiato da Alex Polidori.
È la coscienza di Max, frutto di un suo incantesimo sbagliato. Da quando Max e Coscienza stanno insieme, Max e diventato più bravo sia nella magia, che in altre cose. Coscienza appare solo nella terza stagione, perché in un episodio Coscienza e Max si allontanano, Coscienza diventa una persona, ma grazie all'aiuto di Alex tutto si risolve e Coscienza ritorna nel corpo di Max.

### Raily
Interpretato da Brian Kubach, doppiato da Andrea Mete. 
È stato il primo fidanzato di Alex, adora il baseball.

### Rosie
Interpretata da Leven Rambin, doppiata da Joy Saltarelli.
È stata la fidanzata di Justin per quattro episodi nella quarta stagione. Appare per la prima volta nell'episodio, Non c'è Rosie senza spine, dove diventa una nuova studentessa della classe di Justin. A fine episodio si scopre essere un angelo che ha finto di essere un mago per incontrare Justin. Nell'episodio, Il secondo primo appuntamento, si scopre che in realtà lei è un angelo delle tenebre, perciò è cattiva. Però, alla fine dell'episodio Maghi contro Angeli, torna ad essere un angelo custode. Justin decide di rompere con Rosie, perché, anche se vorrebbe stare con lei, il mondo è delicato e fragile e ha bisogno di un altro angelo custode. Rosie gli chiede fare qualcosa di sbagliato qualche volta, così lei avrà un motivo per fargli visita, dopodiché se ne va.